# Pont-levis de Cheuge
Le pont-levis de Cheuge franchit le canal entre Champagne et Bourgogne, anciennement canal de la Marne à la Saône, sur la commune de Cheuge dans l'est du département de la Côte-d'Or, en France.

## Situation
Dans la vallée de la Vingeanne, au point kilométrique 215.775 du canal entre Champagne et Bourgogne, le pont-levis prolonge la rue du moulin vers un ancien moulin immédiatement au nord-est du village, isolé par un bras de la Vingeanne.

## Histoire
Ce pont routier a été construit en 1887 essentiellement pour desservir le moulin du village. Il était actionné par un éclusier.
Ce pont original a perdu son utilité majeure au fil du temps et s'est dégradé et son utilisation a même été interdite en 2015 par un arrêté, seule la manœuvre pour le passage des bateaux sur le canal était autorisée.
Il a été rendu célèbre par le film-culte La veuve Couderc de Pierre Granier-Deferre, sorti en octobre 1971 avec notamment Alain Delon, Ottavia Piccolo et Simone Signoret. Le pont tient une place significative dans le scénario et il est activé à plusieurs reprises.
Emblème de Cheuge, il a été remis en état de 2020 à 2022,.

## Description
C'est un pont-levis en acier à flèche composé de deux montants verticaux fixés à une culée en maçonnerie, d’une flèche constituée de deux poutres rendues solidaires par des entretoises et mobiles, d’un tablier relié à la flèche par deux tiges de suspension et d’une chaîne de manœuvre fixée à l’autre extrémité de la flèche.